# バタク・カロ語
バタク・カロ語 (Batak Karo) はインドネシアのスマトラ島で使用されているオーストロネシア語族に属する言語である。スマトラ島の中部および北部地域で、約60万人に話されている。
古代インドのブラーフミー文字を起源とするバタク文字を使用している。

## 方言
- シンキル方言 Singkil (btx-sin)